# Laura Askvist
Laura Askvist (født 12. marts 2001 i Klarup, Danmark) er en dansk håndboldspiller, der spiller for Nøvling IF. Hun har tidligere spillet for Danmarks U/19-håndboldlandshold. Hun har tidligere spillet for EH Aalborg.
Udover ovenstående har Laura også blevet kåret til årets spiller i Nøvling IF sæsonen 22/23 og 23/24.[kilde mangler]
Udover traditionel håndbold har Askvist også spillet strandhåndbold.